# Embia attenuata
Embia attenuata är en insektsart som beskrevs av Ross 1966. Embia attenuata ingår i släktet Embia och familjen Embiidae. Inga underarter finns listade i Catalogue of Life.